# 国鉄301系電車
国鉄301系電車（こくてつ301けいでんしゃ）は、日本国有鉄道（国鉄）が設計・製造した直流通勤形電車。
国鉄分割民営化後は、全車が東日本旅客鉄道（JR東日本）に承継された。

## 概要
1966 (昭和41) 年から開始された中央・総武緩行線と帝都高速度交通営団（現・東京地下鉄）東西線の相互乗り入れの開始に備えて設計・開発された。
クハ301-モハ301-モハ300-モハ301-クモハ300の5両編成が1966 (昭和41) 年に5本 (のちに7両編成､計35両）、1969 (昭和44) 年に3本 (21両) の計56両が製造され、全車両が相互乗り入れ先の中央線緩行線側終着駅に隣接する、当時の国鉄東京鉄道管理局 (1968 (昭和43) 年より東京西鉄道管理局) 三鷹電車区に一括配置された。
国鉄が初めて設計・製造した地下鉄対応の通勤形電車であるとともに、国鉄電車としては初めてアルミニウム合金車体を本格採用した車両でもある。このため、製造担当はアルミ合金製車体の製造実績がある企業に限られることとなり、1962 (昭和37) 年製造の山陽電気鉄道2000系を皮切りにアルミ車体の電車製造ノウハウを蓄積しつつあった川崎車輛（現・川崎車両）と、同じく1963 (昭和38) 年製造の北陸鉄道6010系以降、アルミ車両の製造実績があった日本車輌製造の2社が選定された。
基本設計は103系に準じているが、形式は新たに「301系」となった。当時の国鉄はアルミなどを使用した特殊車体の系列に限り百の位に数字「3」を使用しており、後の381系（アルミ製の振り子式車両）もこれにならっている。
本系列は当時の国鉄通勤形としては最先端な車両であったが、試作的要素が多く製造コストが非常に高かったこと、アルミ合金製車体の問題から他の車両メーカーが参入できないことにより1969年で製造は打ち切られ、それ以降の増備については103系1200番台へ移行した。

## 車両概説

### 車体
前述の通り車体は川崎車輛の提案により、アルミ合金が採用された。構体部分は、同時期に製造された営団5000系アルミ車と共通設計であった。それ以外の設計は103系を踏襲し、片側に4か所の1,300mm幅両開きドアを備える。
製造時の段階では、鉄道車両に適した7000系アルミニウム合金が既に実用化されており、本系列の車体はアルミ製車体製造技術第一世代の完成形と言うべき設計となり、103系と比較して各車5 - 6t程度の自重軽減が実現した。
雨樋の高さも車体を洗浄する際の利便性を配慮し、103系より若干高く後に登場する201系と同等となっている。アルミ合金製車体は耐食性が高いが、その反面車輪の摩耗などで発生する鉄粉などの付着による酸化には弱い。対応策として頻繁かつ徹底した洗車作業の実施が求められたために、1回の洗車で確実に外板の汚れを除去するための重要な変更点であった。
剛性値は下記のようになっており、101系と比較すると曲げ、ねじり共に半分程度の値となっている。
| 項目             | 特性                  |
| ---------------- | --------------------- |
| 心皿間距離       | 13.8 m                |
| 片側出入口個数   | 4扉                   |
| 相当曲げ剛性     | 0.60×1014（kgf・mm2） |
| 相当ねじり剛性   | 21.1×1012（kgf2/rad） |
| 曲げ固有振動数   | 14.1 Hz               |
| ねじり固有振動数 | 5.51 Hz               |

側面方向幕はなく、構体改造の困難さから後年の改造でも取り付けられなかった。また、原型となった103系では主電動機冷却風取り入れ口を電動車の側面に片側2か所備えるが、本系列では設置されていない。
先頭部に非常用貫通扉を設置しており、貫通扉左右の窓を車体外方に向かって内側に窪ませる方式とした。以後、この前面構造は後継の103系1000・1200番台やクモヤ143などの事業用電車などにも採用された。前照灯は前方視認性や営団との協定から通勤形では初となるシールドビーム2灯を窓下に振り分けて設置する方式に変更された。これに伴い表示器が左は運行番号表示、中央が種別および行先表示となった。
また、前頭部運転台上と各車の側面幕板部（片側2箇所）にJNRマークが表記されていた。分割民営化時に正面のマークはJRマークに差し替えられ、側面のマークは消去されて両先頭車の側面窓下に左右1か所ずつ、白のJRマーク表記がされた。103系は前頭部窓が上下に傾斜しているが、301系は車両設計事務所で当時流行していたスキーのゴーグルにヒントを得て前頭部窓が左右に傾斜している。
また地下線内での換気効率向上から、屋根上通風器は換気調節ができる角型押し込み式が採用された。

### 塗装
登場時はアルミ金属地にクリアラッカーを塗布し、側面窓上に中央・総武緩行線のラインカラーである黄5号のテープ（JNRマークを片側2か所に配置するため、その部分は斜めに途切れる）を巻くというものであったが、第5編成の製造を担当した日本車輌の提案で側面窓下にも帯を巻いて登場したことから、川崎車輛が製造をした第1 - 4編成も順次追加された。また銀色1色であった前面も、保線作業員から「電車の接近が分かりにくくて危険」との指摘があったため、前面窓下全体に黄帯が巻かれた。
しかし、アルミテープには剥がれやすい欠点があったため、後に増備した第6 - 8編成は営団5000系と同様に樹脂製の板をビスで止める方式に変更され、先の5編成も順次それに合わせた塗装に変更している。また、アルミの表面が次第にくすんできたことや、表面保護のために塗布したラッカーにひび割れが発生したことから、1978年（昭和53年）以降車体全体をライトグレーに塗装する工事が実施された。
ただし、駅の放送や案内板などでは営団5000系が銀色だったこともあり、「銀色の電車」という案内が行われていた。その後1989年に中央・総武緩行線の地上線用として205系がステンレス地に黄帯で登場したことから、誤乗防止の観点で帯色を東西線のラインカラーであるスカイブルー（青22号）に変更している。

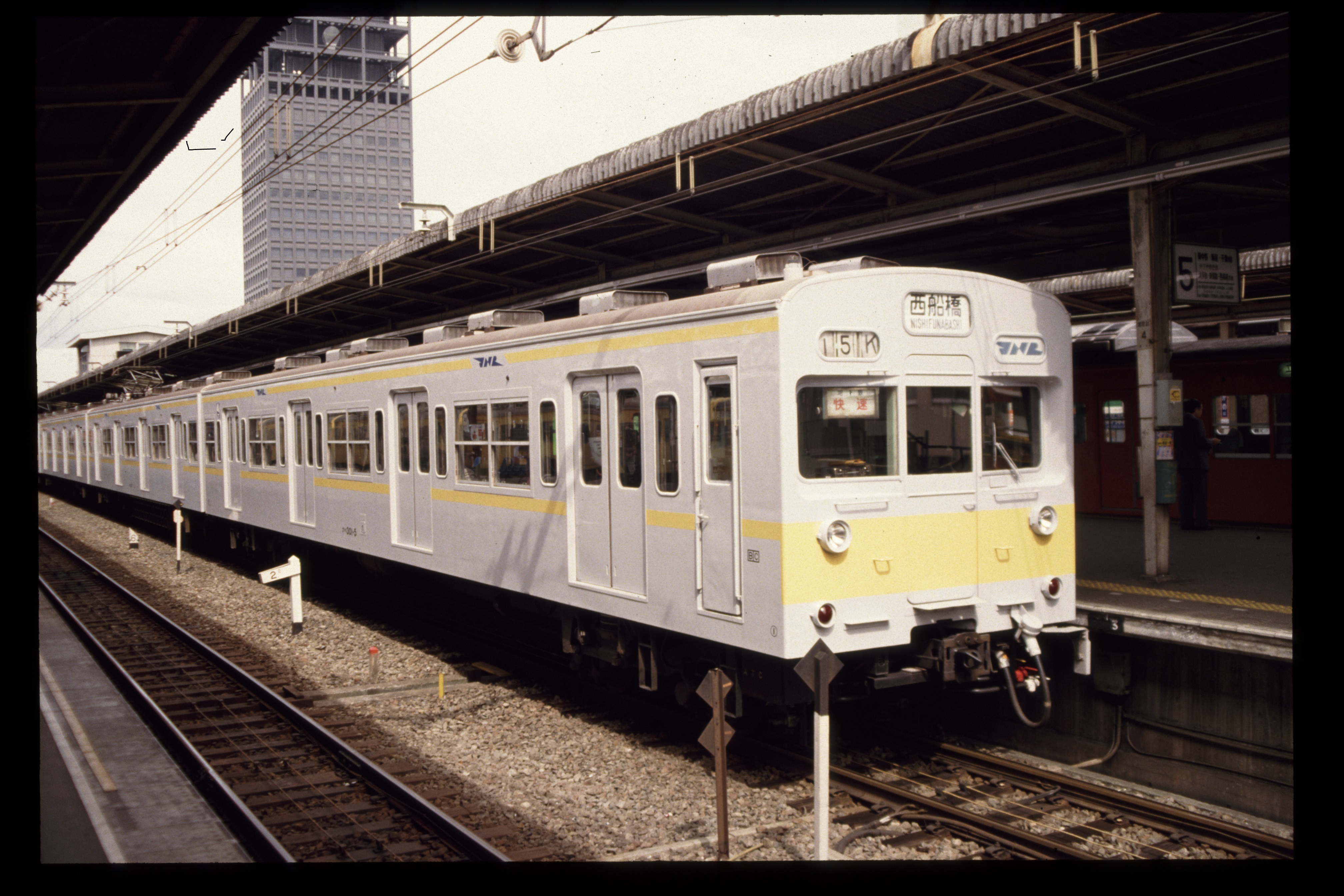
ライトグレーに黄帯の塗装

### 内装
ドア間に7人、車端部に3人掛けのロングシートがそれぞれ並ぶ、当時の国鉄通勤形電車の標準に従う。アルミ車体の採用に伴い、その加工の困難さから、窓枠に別組み立てのユニット窓が採用された。ユニット窓は地下線内での怪我防止のために上段窓は全開するが、下段窓は75 mmしか開かない構造とした。
運転台のマスコンハンドルは、営団5000系と同様の跳ね上げデッドマン式とした。

### 機器類
駆動方式は103系と同一のMT55主電動機を搭載し、歯数比6.07の中空軸平行カルダン駆動方式を採用した。主制御器については103系のCS20をベースに高加速によるスリップの防止対策が施された、CS20Bを搭載。主抵抗器は自然通風式として抵抗器の箱数を増やした。これは、強制送風式の場合ブロアファンの音が大きく、乗り入れ先の地下線内で騒音問題となりかねなかったことに配慮したものであるが、自然通風式は抵抗器が限られた床下面積を大きく占有し、しかもその周囲のエアフローに対する配慮も求められるためその艤装は難しく、状況によっては抵抗器溶断事故を引き起こすことが少なからずあった。

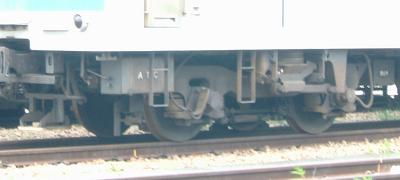
DT34形台車

台車は、国鉄の在来線向け量産通勤形電車としては初のダイレクトマウント式空気ばね台車となるDT34・TR204形を装着しており、103系のDT33・TR201形と比較して乗り心地が大幅に改善された。この台車は165系などに採用された大径心皿式インダイレクトマウント式空気ばね台車であるDT32形を基本として開発されたものであるが、軸箱にオイルダンパを装着せず、ベローズ式空気ばねを車体直結としてボルスタアンカーを付加したため、機構面では大きく異なったものである。同時にダイレクトマウント化に伴い揺れ枕吊りが省略され、横梁部分の構造が大きく変更されたため、DT33と比較して軸距が2,100 mmに縮小されたが、主電動機や歯数比が103系と共通のため、動輪径910 mm・付随輪径860 mmの関係は変わらない。空気ばね台車とした理由は、車体が軽量化されているために車体の揺れを軽減させるためでもある。
東西線地下区間の架線は剛体架線であるため、パンタグラフはPS16形をベースに集電舟部分に小型のばねを追加して、集電舟自体を浮動構造としたPS21形を採用した。

## 形式
クモハ300形
三鷹方の最前部に連結される制御電動車。電動発電機 (MG) と空気圧縮機 (CP) を搭載し、モハ301形とMM'ユニットを組んで使用された。
下記編成表ではM'cまたはM'o（運転台撤去車）と表記する。
モハ301形
クモハ300形またはモハ300形とユニットを組む中間電動車。パンタグラフと制御器を搭載していた。
下記編成表ではMと表記する。
モハ300形
モハ301形とユニットを組む中間電動車。
下記編成表ではM'と表記する。
クハ301形
西船橋方の最前部に連結される制御車で、当系列では唯一の新製付随車である。
下記編成表ではTcまたはTo（運転台撤去車）と表記する。
サハ301形
7両編成への組み替えに伴いモハ301形1両とモハ300形2両を電装解除して登場した付随車。改造車であることから100番台を付与し、0番台は存在しない。
下記編成表ではTと表記する。

## 改造

### 編成替えに伴う中間車化

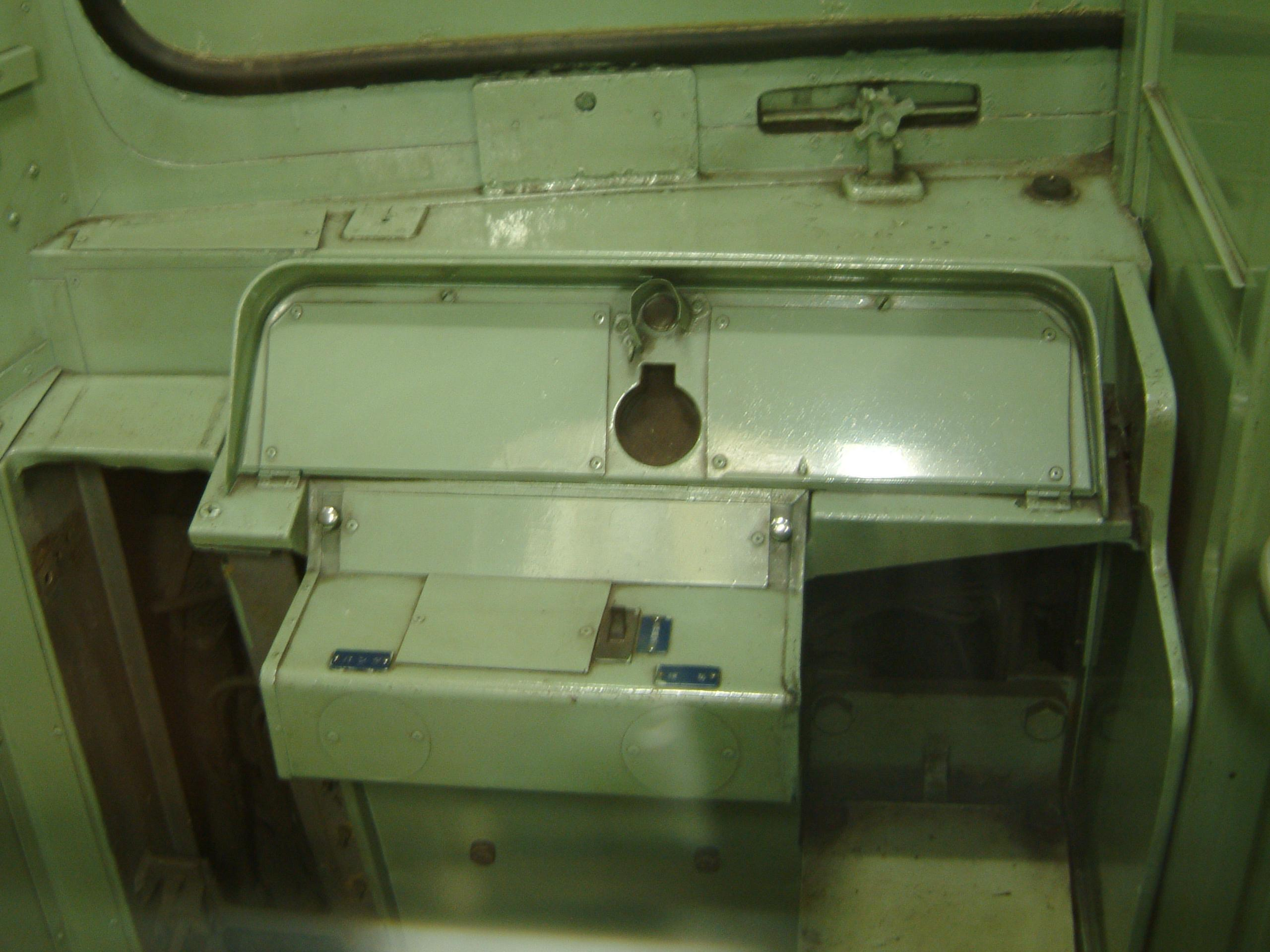
機器が撤去されたクモハ300-3の運転台（2003年5月29日）

1981年（昭和56年）に輸送力増強のために7両編成6本（42両）から10両編成4本（40両）に組成変更を行った。当初は3両の増結編成を製造する予定であったが、製造終了から10年以上が経過していたことと、国鉄の財政が逼迫していたため新製は取りやめられている。
組み替えは7両編成2本を3両編成に短縮の上、別の7両編成2本にそれぞれを連結して7+3の10両編成2本を組成し、その際に捻出された中間車をさらに別の7両編成2本に増結して10両貫通編成2本を組成するという複雑なもので、後者用にモハ301-4+モハ300-3が電装解除されてサハ301-101・102となった。余剰となった2両モハ301-11+モハ300-8は予備車となり、通常は休車となった。また中間封じ込めとなるクハ301-1・3とクモハ300-1・3の4両は、運転機器が撤去されメーター類には蓋がされ、前面窓ガラスを含めてすべて灰色に塗りつぶされるなどの改造が行われた。
後年の組み替え（下記参照）に際しては5+5編成に再度組み替えが行われており、10両貫通は付随車の連結位置を8号車から6号車に変更され、すべての編成が5両編成2本に分割できるようになった。

### 冷房改造工事
1989年（平成元年）には冷房装置搭載工事が施工された。改造費節約およびアルミ車体であることを考慮し、車体補強が不要なAU712形集約分散式冷房装置（24.42 kW・21,000 kcal/h）が2基搭載された
冷房電源については、これも台枠補強工事が必要な大型MGの搭載は避け、SC24形冷房電源用インバータ（定格容量28 kVA・VVVF制御）を各車の屋根に搭載した。帯色変更と冷房搭載改造時期が重なったこともあり、一時期黄帯のまま冷房化された車両や青帯化された非冷房車が見られた。ただし、黄帯で冷房化された車両は中間車2両に留まっている。
AU712形は外のキセ（カバー）部に温度制御のマイコンがあるため、夏場に不調になることが多く、対応策として2000年にK3編成のパンタグラフ部を除いた屋根全体をスペースシャトルにも使用されている白色の耐熱塗料に塗り変えた。結果自体は良好だったものの塗料が非常に高価であり、AU712形搭載車が優先的に淘汰されたことから、その後は採用されていない。

### 更新工事
1990年（平成2年）から1992年（平成4年）にかけて、K10編成とモハ301-13を除いた全車に施行した。改造内容は以下の通り。
- 車内化粧板の交換（淡緑→アイボリー）ならびに床材をフットライン付きのものに張り替え。
- 機器類の一部ステンレス化を含む耐久性の向上。
- 窓サッシの下段固定化。
- 側面の乗務員室扉・乗降扉を無塗装のステンレス製に交換。

## 運用の変遷
本形式は新造から一貫して東西線直通運用に使用され、他線区への転属も行われなかった。
1972年（昭和47年）5月18日、乗り入れ先の営団東西線行徳 - 浦安駅間を走行中にモーターカバーが破損する事故が発生し、破片は床板を貫通して車内を抜け天井に突き刺さり、乗客2名が脚に重軽傷を負った。事故原因を設計段階からのミスと認めた国鉄は、事故車の301系407Fを一時的に運用から離脱させている。

### 1991年の10両編成化
12月1日ダイヤ改正での東西線完全10両化により、7両編成で残存していた301系2本（14両）と5両編成9本（45両）計7本（59両）もすべて10両編成に組み替えられることとなった。

301系は1本から抜き取ったMM'ユニット2両にサハ301形をもう一方の編成に増結するという方法が取られた。そのためモハ300-9を電装解除しサハ301-103に改造している。これによりモハ300-9のユニット相手であるモハ301-13は走行不能となったが、他の車両に致命的な事故があった時の緊急予備車として残された。なお、前回の組み替え時に休車扱いとなっていたモハ301-11+モハ300-8は、運用復帰している。

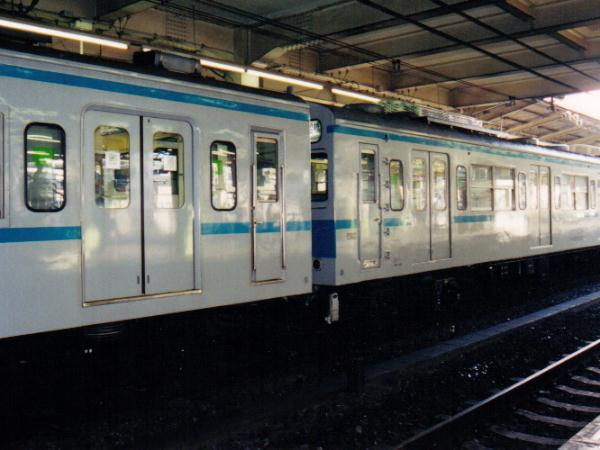
301系（左）
103系1200番台（右）
併結編成
2002年8月28日 西船橋駅

この組み換えでは301系と103系1200番台の5両同士で5+5の10両編成が組成され、初の混結編成が出現した。編成番号は分割を考慮して103系1200番台がK9、301系がK10と分けられていた。この編成は両方の先頭車に連結用の幌を付けていたため、編成組み替えの自由度が確保されていた。

### 廃車開始
本形式は上述の更新工事が実施されたこともあり、置き換えは長らく実施されなかった。これは常磐緩行線 - 千代田線直通列車と異なり、東西線乗り入れの場合はJR線の区間が中野駅 - 三鷹駅間9.4 km及び西船橋駅 - 津田沼駅間6.1 kmの計15.5 kmと短く、かつ西船橋駅 - 津田沼駅間は平日朝のラッシュ時しか乗り入れていないため、新車投入の費用対効果が低いとされたためである。
1996年（平成8年）4月27日の東西線と東葉高速鉄道東葉高速線との相互直通運転開始により、JR車、営団車共に津田沼行き運用が大幅に削減された。平日は朝のみの運用が中心で、日中・夜の運用はそれぞれ2運用のみで東西線内の快速運用は激減した。さらに土曜・休日は日中の3運用のみでその他はすべて各駅停車。土休日の快速のうち1運用は2往復の運行となったため、余剰となった7両編成2本が予備車削減の一環で廃車対象になった。対象となったのは前述のモハ301-13と混結編成の301系K10編成であり、更新工事にかかった費用などを優先してK9編成は残されている。
実際は営業離脱後クハ301-6+モハ301-18+クモハ300-6の3両は大宮工場で他の廃車予定車とともに留置された末、1997年7月2日に廃車された。残った4両は中野検車区に残留し、1998年1月5日に中間車3両が廃車された。この廃車によって、K10編成と併結して10両編成を組成していたK9編成は他編成の検査時の代車として使用されることになった。予備車も削減されたことや東西線直通車は5両ずつ検査を受けるということを利用し、残った5両とK9編成で臨時編成を組んで対処している。なお、末期である2003年2月からは新車導入を待たずに検査期限切れで廃車となったK6編成の三鷹側5両に組み込まれ、平常営業に復帰している。

### 営業運転の終了
営団が東西線のATCを新型に更新することが発表し、2002年（平成14年）秋には正式に置き換えが発表された。このため、同年12月1日のダイヤ改正でJR車の東西線直通運用が削減され、逆に中央・総武緩行線の地上線運用が増加しており、E231系0番台10両編成1本が代替として新製投入されている。これに合わせて検査期限の近かったK1編成が廃車となった。
2003年（平成15年）1月からE231系800番台の導入が開始され、順次定期運用を離脱していった。同年6月20日の09K運用のうち朝の1往復の営業運転をもって定期運用を終了した。
東西線直通運用からの離脱後、拝島に疎開していたK4編成は2003年（平成15年）夏まで車籍を有しており、同年8月3日にK4編成を使用した臨時快速「さよなら301系」号としてさよなら運転イベントを行った。高尾駅では301系の他、E231系800番台、165系、201系を電留線に留置した上での展示撮影会も行われた。さよなら運転については、最初で最後となる中央線快速での運行を実施した。
最後まで残留したK4編成は翌8月6日に大宮総合車両センターへ廃車回送され、これをもって301系は系列・番台区分消滅した。
本系列は廃車後に車体のアルミ材をリサイクルする予定となっていたが、具体的なリサイクル状況については公表されなかった。

### 引退後

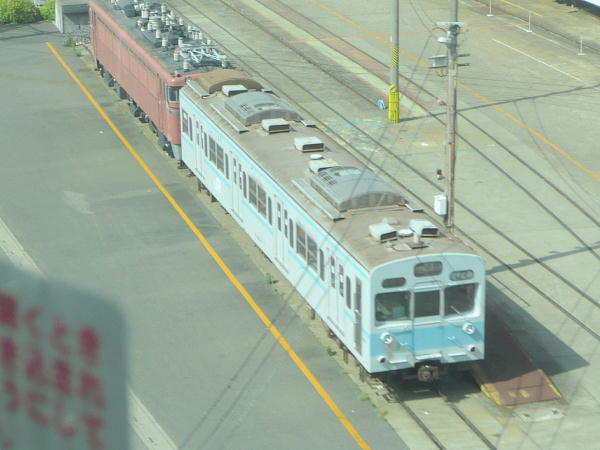
大宮総合車両センターに保管中のクモハ300-4
（2007年5月26日 ニューシャトル車内より）

K2編成の10号車に組み込まれていたクモハ300-4が大宮総合車両センターで保管され、残存していた。当初は大宮駅ホーム至近場所に置かれていたが、他の保管車両と共に元解体線跡へ移動した。鉄道博物館への保存候補からは外れたものの、腐食に強いアルミ車体であったため、保存状態は晩年まで比較的良好であった。
解体線跡に移動された後も暫く保存されており、2014年末頃には大宮総合車両センターの大宮駅より側に移動されたこともあったが、すぐに解体線跡地に戻された。
しかし保存車が置かれていた解体線跡も東北・上越新幹線の高架橋耐震強化工事を実施する事となり、2017年中に他の保存車であった電気機関車などと同時期に解体されている。
なお、2003年（平成15年）5月の大宮工場一般公開で廃車直後のクハ301-7が展示されていたが、後に解体された。

## 編成表
- 10両編成時代のものを掲示する。
- 「To」はクハ301形の、「M'o」はクモハ300形の運転台撤去車を表す。

|          |      | ← 津田沼・西船橋中野・三鷹 → |          |           |          |           |           |          |           |          |           |
| 号車     | 号車 | 1                            | 2        | 3         | 4        | 5         | 6         | 7        | 8         | 9        | 10        |
| 編成番号 | K1   | Tc 301-5                     | M 301-1  | M' 300-1  | M 301-3  | M'o 300-1 | To 301-1  | M 301-2  | M' 300-2  | M 301-15 | M'c 300-5 |
| 編成番号 | K2   | Tc 301-4                     | M 301-7  | M' 300-5  | M 301-9  | M'o 300-3 | To 301-3  | M 301-8  | M' 300-6  | M 301-12 | M'c 300-4 |
| 編成番号 | K3   | Tc 301-8                     | M 301-22 | M' 300-15 | M 301-23 | M' 300-16 | T 301-101 | M 301-20 | M' 300-14 | M 301-24 | M'c 300-8 |
| 編成番号 | K4   | Tc 301-7                     | M 301-19 | M' 300-13 | M 301-11 | M' 300-8  | T 301-102 | M 301-10 | M' 300-7  | M 301-21 | M'c 300-7 |
| 編成番号 | K5   | Tc 301-2                     | M 301-14 | M' 300-10 | M 301-5  | M' 300-4  | T 301-103 | M 301-17 | M' 300-12 | M 301-6  | M'c 300-2 |
| 編成番号 | K10  | Tc 301-6                     | M 301-16 | M' 301-11 | M 301-18 | M'c 300-6 |           |          |           |          |           |